# Kai Fuhrmann
Kai Fuhrmann (Dresde, 6 de febrero de 1994) es un deportista alemán que compitió en remo.
Ganó una medalla de bronce en el Campeonato Mundial de Remo de 2014 y una medalla de bronce en el Campeonato Europeo de Remo de 2014, ambas en la prueba de cuatro scull.

## Palmarés internacional
| Campeonato Mundial | Campeonato Mundial       | Campeonato Mundial | Campeonato Mundial |
| Año                | Lugar                    | Medalla            | Prueba             |
| ------------------ | ------------------------ | ------------------ | ------------------ |
| 2014               | Ámsterdam (Países Bajos) | Medalla de bronce  | Cuatro scull       |
| Campeonato Europeo |                          |                    |                    |
| Año                | Lugar                    | Medalla            | Prueba             |
| 2014               | Belgrado (Serbia)        | Medalla de bronce  | Cuatro scull       |